# Cooloola pearsoni
Cooloola pearsoni is een rechtvleugelig insect uit de familie Cooloolidae. De wetenschappelijke naam van deze soort is voor het eerst geldig gepubliceerd in 1999 door Rentz.